# 大久保長安
大久保 長安（おおくぼ ながやす/ちょうあん）/土屋 長安（つちや ながやす）は、戦国時代から江戸時代初期にかけての武将。甲斐武田氏、次いで徳川氏の家臣となった。徳川家康のもとで吏僚として活躍し、鉱山の開発を担った。

## 生涯

### 出生
天文14年（1545年）、猿楽師の大蔵信安の次男として生まれる。長安の祖父は春日大社で奉仕する猿楽（現能）金春流の猿楽師で、父の信安の時代に大和国から播磨国大蔵に流れて大蔵流を創始した。この頃に生まれたのが長安であったという。

### 武田家臣時代
父の信安は猿楽師として甲斐国に流れ、武田信玄お抱えの猿楽師として仕えるようになったという。長安は信玄に見出されて、猿楽師ではなく家臣として取り立てられ、譜代家老・土屋昌続の与力に任じられたという。この時、姓も大蔵から土屋に改めている。長安は蔵前衆として取り立てられ、武田領国における黒川金山などの鉱山開発や税務などに従事したという。
武田信玄没後はその子・勝頼に仕えた。天正3年（1575年）の長篠の戦いでは、兄・新之丞や寄親の土屋昌続は出陣して討死しているが、長安は出陣していない。天正10年（1582年）、織田信長・徳川家康連合軍の侵攻（甲州征伐）によって武田氏は滅亡する。
ただし一説では、武田勝頼から疎まれたため、武田氏を自ら離れて猿楽師に戻り、三河国に移り住んでいたとも言われている。

### 徳川家臣時代

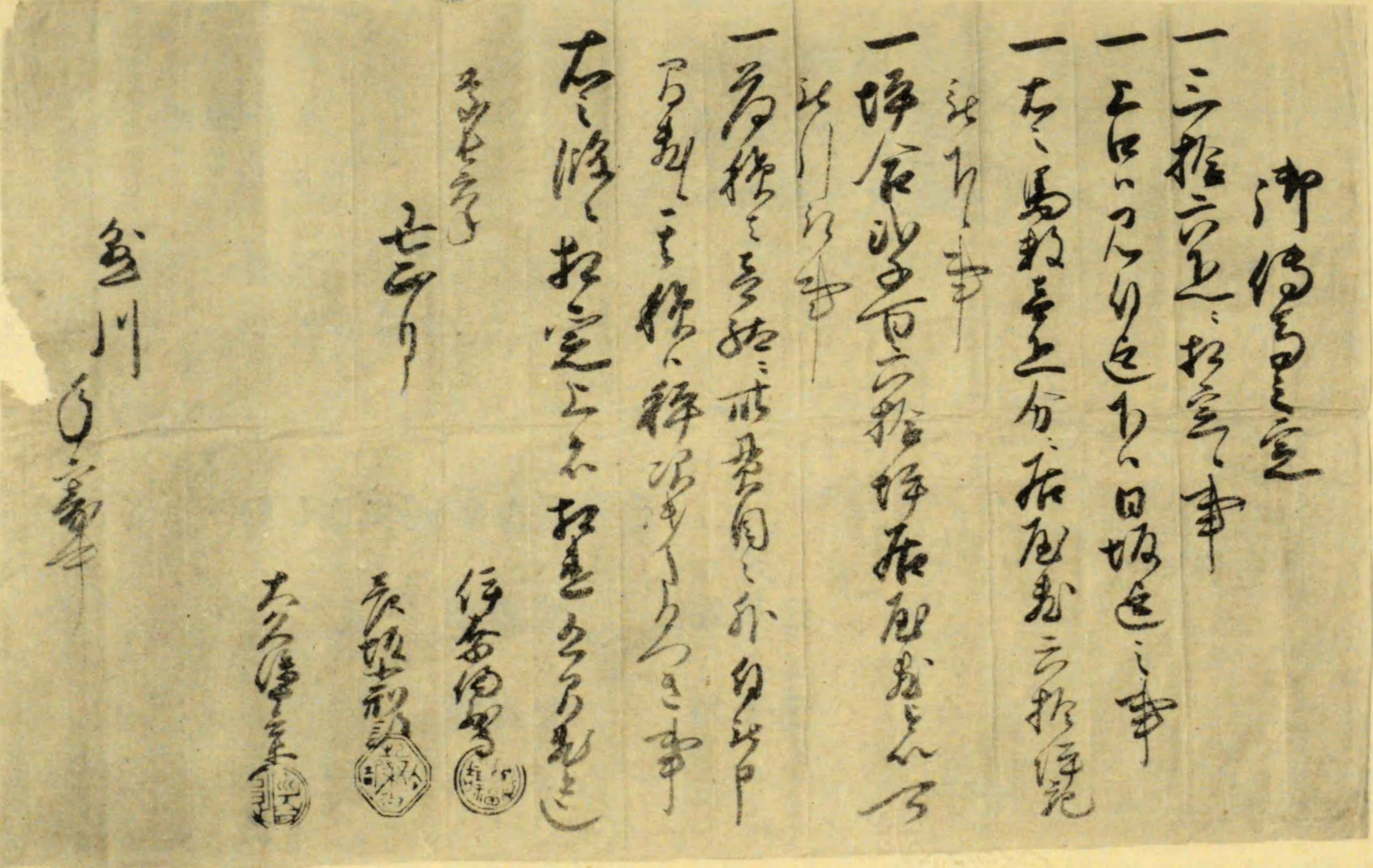
遠江国佐野郡懸川宿の年寄に対する掟書（『德川家奉行衆連署傳馬掟書』慶長6年1月、個人蔵）。伊奈忠次、彦坂元正と連署しており、「大久保十兵衛」と記され黒印が押されている

甲斐武田家が滅んだ後、長安は徳川家康の家臣として仕えるようになる。家康が甲州征伐の際に逗留用の仮館を長安が建設したが、この時に家康がその館を見て長安の作事の才能を見抜き、仕官を許したといわれている。また、一説では家康の近臣で、旧武田家臣の成瀬正一を通じて自分が信玄にも認められた優秀な官僚であり、金山に関する才能に恵まれていることを売り込んで、家康に仕えるようになったともいわれている。
長安は大久保忠隣の与力に任じられ、その庇護を受けることとなる。この際に名字を賜り、姓を大久保に改めた。天正10年6月、本能寺の変で信長が死去して甲斐が家康の所領となる。しかし当時の甲斐は、武田家滅亡後の混乱から乱れていた。そこで家康は本多正信と伊奈忠次を所務方に任じて、甲斐の内政再建を命じた。ただし、実際に所務方として再建を行なったのは長安であるとされている。長安は釜無川や笛吹川の堤防復旧や新田開発、金山採掘などに尽力し、わずか数年で甲斐の内政を再建したと言われている。
天正18年（1590年）の小田原征伐後、家康は関東に移ることになる。この時、長安は青山忠成（江戸町奉行）、伊奈忠次、長谷川長綱、彦坂元正らと共に奉行（代官頭）に任じられ、家康が関東に入った後の土地台帳の作成を行なった。これは家康が後に関東で家臣団に所領を分配する時に、大いに役立ったと言われている。長安が行った検地は石見検地と呼ばれ、従来の1間＝6尺5寸を6尺1分に短縮して打ち出しを強化するとともに、自作農の保護にもあてるというものであった。
また、関東250万石のうち、100万石は家康の直轄領となったが、この時に長安は長谷川長綱、彦坂元正、伊奈忠次と共に関東代官頭として家康直轄領の事務差配の一切を任されている。
天正19年（1591年）には家康から武蔵国八王子（後に横山）に8,000石の所領を与えられた。ただし、八王子を以前に支配していた北条氏照の旧領をそのまま与えられた形となったらしく、実際は9万石を与えられていたという。長安は八王子宿（現・東京都八王子市）に陣屋を置き、八王子十八人代官を置き、宿場の建設を進め、浅川の氾濫を防ぐため土手を築いた。石見土手と呼ばれている。
長安はまた、家康に対して武蔵の治安維持と国境警備の重要さを指摘し、八王子五百人同心の創設を具申して認められ、ここに旧武田家臣団を中心とした八王子五百人同心が誕生した。慶長4年（1599年）には同心を倍に増やすことを家康から許され、八王子千人同心となった。
慶長5年（1600年）、関ヶ原の戦いが起こると、長安は忠次と共に徳川秀忠率いる徳川軍の輜重役を務めている。戦後、豊臣氏の支配下にあった佐渡金山や生野銀山などが全て徳川氏の直轄領になる。すると長安は同年9月に大和代官、10月に石見銀山検分役、11月に佐渡金山接収役となる。
慶長6年（1601年）春に徳川四奉行補佐にて甲斐奉行、8月に石見奉行、9月には美濃代官に任じられた。これらは全て兼任の形で家康から任命されている。異例の昇進と言ってもよく、家康が長安の経理の才能を高く評価していたことがうかがえるものである。
慶長8年（1603年）2月12日、家康が将軍に任命されると、長安も特別に従五位下石見守に叙任され、家康の六男・松平忠輝の附家老に任じられた。7月には佐渡奉行に、12月には所務奉行（後の勘定奉行）に任じられ、同時に年寄（後の老中）に列せられた。
慶長10年（1605年）、大久保長安を普請奉行として武蔵御嶽神社の本社を普請。
慶長11年（1606年）2月には伊豆奉行にも任じられた。つまり長安は家康から全国の金銀山の統轄や、関東における交通網の整備、一里塚の建設などの一切を任されていたのである。現在知られる里程標、すなわち1里＝36町、1町＝60間、1間＝6尺という間尺を整えたのも長安である。
これら一切の奉行職を兼務していた長安の権勢は強大であったと言われる。また、7人の息子を石川康長や池田輝政の娘と結婚させ、忠輝と伊達政宗の長女・五郎八姫の結婚交渉を取り持ち、忠輝の岳父が政宗となったことから政宗とも親密な関係を築いていたと言われている。そのため、その権勢や諸大名との人脈から「天下の総代官」と称された。この頃、長安の所領は八王子8,000石（実際は9万石）に加えて、家康直轄領の150万石の実質的な支配を任されていたと言われている。
しかし晩年に入ると、全国の鉱山からの金銀採掘量の低下から家康の寵愛を失い、美濃代官を初めとする代官職を次々と罷免されていくようになる。さらに正室が早世するなどの不幸も相次ぐ中で、慶長17年（1612年）7月27日、中風にかかり、家康から烏犀円を与えられている（『駿府記』）。慶長18年（1613年）4月25日、中風のために死去した。享年69。
長安の死後に生前の不正蓄財が問われ、また長安の子は蓄財の調査を拒否したため、慶長18年（1613年）7月9日、大久保藤十郎、大久保外記、青山成国、大久保雲十郎、大久保内膳、大久保右京長清（越後在住）、男1人（播磨在住）、以上7人は切腹となった。また大久保忠隣や縁戚関係の諸大名も改易などの憂き目にあった（大久保長安事件）。
島根県大田市の大安寺、温泉津町の愛宕神社には大久保が生前に建立した逆修墓が、さらに大安寺には寛政6年（1794年）に事績を顕彰して建てられた紀功碑と五輪墓が存在する。

## 人物・逸話
- 旧武田家家臣から一代で年寄（加判）まで出世したが、没後にたちまち家は断絶した。その謎めいた生涯は多くのフィクションの対象となっている。
- 無類の女好きで、側女を70人から80人も抱えていたと言われている。
- 金山奉行などをしていた経緯から派手好きであり、死後、自分の遺体を黄金の棺に入れて華麗な葬儀を行なうように遺言したという[10]。
- 『徳川実紀』は疑わしい話として次のような一説を載せている。長安の没後に寝所の下の石室から連判状が見つかり、朝鮮に財宝を密かに送ったことや、諸大名と私的に通じ、「大不敬」のこともあったとされる[11]。このため、長安が忠輝を通じて諸大名と幕府転覆の陰謀を図っていたとされることもある[11]。
- 島根県大田市の天然記念物に指定されていたクロマツ（定めの松）は、大久保長安が一里塚の目印として植えたものとして伝えられていた。このマツは2023年までに枯死している[12]。

### 家族
長安嫡男の大久保藤十郎は奈良奉行を勤め、石川康長の娘が嫁いでいた。長安次男の大久保藤二郎には、池田輝政養女（下間頼龍娘）が嫁いでいる。三男の成国は奉行衆青山成重の婿養子になっている。六男の右京長清には松平忠輝の異父姉を妻にした忠輝重臣の花井吉成の娘が嫁いでいる。長安の没後には石川康長は弟二人とともに改易となり、青山成重も改易となった。
また長安には処刑された7人の男子の他に女子が3人いたとされ、長女が服部半蔵正成の息子正重、次女が剣豪三井吉正に、三女が花井吉成の息子吉雄に嫁いだ。このうち長女と次女はそれぞれの夫との間に男子をもうけたので、長安の系譜は外孫の家系に伝わり残ったと言える。

## 長安による開発が行われた都市
- 桐生市（群馬県）
- 八王子市（東京都）

## 関連作品
テレビドラマ
- 徳川家康（1983年、NHK大河ドラマ、演：津川雅彦）
- 独眼竜政宗（1987年、NHK大河ドラマ、演：金田龍之介）
- 風雲!真田幸村（1989年、テレビ東京・東映、演：浜田晃）
- 葵 徳川三代（2000年、NHK大河ドラマ、演：森三平太）

小説
- 堀和久『大久保長安〈上･下〉』講談社
- 半村良『講談大久保長安 (上･下)』光文社文庫
- 山田風太郎『銀河忍法帖』講談社 KODANSHA NOVELS SPECIAL
- 山田風太郎『忍法封印いま破る』講談社 KODANSHA NOVELS SPECIAL
- 岳宏一郎『御家の狗』毎日新聞社
- 松本清張『山師』(旧題「家康と山師」/初出「別冊文藝春秋」1955年6月号)

その他
- 斎藤吉見『大久保長安 家康を支えた経済参謀』PHP研究所
- 鬼丸智彦『猿楽を舞う如く―天下の金山奉行 大久保長安』ブイツーソリューション
- 広井王子・あかほりさとる『サクラ大戦4 〜恋せよ乙女〜』セガ[14]
- 山田芳裕『へうげもの』講談社
- わらいなく『ZINGNIZE』徳間書店